# Mooskopf
Le Mooskopf est une montagne qui s’élève à 2 532 m d’altitude dans les Alpes de l'Ötztal, en Autriche.